# Leichtathletik-Länderkampf der Frauen 1982 USA – BR Deutschland
| 12. Leichtathletik-Länderkampf mit bundesdeutscher Beteiligung 1982 | 12. Leichtathletik-Länderkampf mit bundesdeutscher Beteiligung 1982 |
| ------------------------------------------------------------------- | ------------------------------------------------------------------- |
|                                                                     |                                                                     |
| Ländervergleich der Frauen: USA – BR Deutschland                    |                                                                     |
| Austragungsort                                                      | Durham                                                              |
| Wettbewerbe                                                         | 13                                                                  |
| Datum                                                               | 26./27. Juni                                                        |
| 1. USA 2. FRG                                                       | 123 P 098 P                                                         |
| Chronik                                                             |                                                                     |
| ← USA-FRG/FRG-Panafrika (M)                                         | USA-FRG 7kampf (F) →                                                |

Der zwölfte Vergleich des Länderkampfjahres 1982 bestand in einem eigenen Länderkampf der bundesdeutschen Frauen gegen die USA, der parallel zur Veranstaltung der Männer am 26./27. Juni in Durham ausgetragen wurde. Die Bilanz der acht vorangegangenen Begegnungen gegen die USA lautete sieben zu eins für die Bundesrepublik, die letzte Begegnung 1977 hatte mit einem bundesdeutschen Sieg geendet.

## Modus
Ausgetragen wurden zwölf der dreizehn olympischen Frauendisziplinen. Aus dem olympischen Programm fehlte der 1500-Meter-Lauf. Als dreizehnter Wettbewerb fand außerdem ein Rennen über 400 Meter Hürden statt. Am Start waren wie üblich zwei Teilnehmerinnen je Land und Wettbewerb. Die Wertung erfolgte nach dem Standardsystem.

## Ergebnis
In den Einzelläufen gewannen die US-Amerikanerinnen vier Wettbewerbe – alle mit Doppelerfolgen. Die bundesdeutschen Leichtathletinnen kamen auf zwei Disziplinsiege bei einem Doppelerfolg. Die beiden Staffeln gingen ebenso wie die beiden Sprünge an die USA, im Hoch- und Weitsprung gab es dabei jeweils Doppelerfolge. Im Bereich Wurf/Stoß sicherten sich die bundesdeutschen Vertreterinnen zwei Wettbewerbe, einen davon mit einem Doppelerfolg. Den Diskuswurf verbuchte die USA mit einem Doppelerfolg. In der Endabrechnung gab es so mit 56 zu neunzig Punkten eine deutliche Niederlage für das bundesdeutsche Team, sodass die Bilanz nun noch sieben zu zwei für die Bundesrepublik lautete.

## Resultate

### 100 m
| Platz | Athletin              | Land | Zeit (s) |
| ----- | --------------------- | ---- | -------- |
| 1     | Diane Williams        | USA  | 11,20    |
| 2     | Chandra Cheeseborough | USA  | 11,49    |
| 3     | Monika Hirsch         | FRG  | 11,50    |
| 4     | Bianca Betz           | FRG  | 11,80    |

Datum: 26. Juni
Wind: +0,01 m/s

### 200 m
| Platz | Athletin       | Land | Zeit (s) |
| ----- | -------------- | ---- | -------- |
| 1     | Monika Hirsch  | FRG  | 23,38    |
| 2     | Claudia Steger | FRG  | 23,42    |
| 3     | Rosalyn Bryant | USA  | 23,73    |
| 4     | Sherri Funn    | USA  | 23,94    |

Datum: 27. Juni
Wind: +0,01 m/s

### 400 m
| Platz | Athletin       | Land | Zeit (s) |
| ----- | -------------- | ---- | -------- |
| 1     | Gaby Bußmann   | FRG  | 51,06    |
| 2     | Denean Howard  | USA  | 51,38    |
| 3     | Rosalyn Bryant | USA  | 51,06    |
| 4     | Claudia Steger | FRG  | 52,58    |

Datum: 26. Juni

### 800 m
| Platz | Athletin          | Land | Zeit (min) |
| ----- | ----------------- | ---- | ---------- |
| 1     | Kim Gallagher     | USA  | 2:02,28    |
| 2     | Joetta Clark      | USA  | 2:03,14    |
| 3     | Petra Kleinbrahm  | FRG  | 2:03,87    |
| 4     | Margit Schultheiß | FRG  | 2:06,13    |

Datum: 27. Juni

### 100 m Hürden
| Platz | Athletin        | Land | Zeit (s) |
| ----- | --------------- | ---- | -------- |
| 1     | Candy Young     | USA  | 12,94    |
| 2     | Kim Turner      | USA  | 13,09    |
| 3     | Edith Oker      | FRG  | 13,49    |
| 4     | Dagmar Schenten | FRG  | 13,63    |

Datum: 26. Juni
Wind: +0,95 m/s

### 400 m Hürden
| Platz | Athletin         | Land | Zeit (s) |
| ----- | ---------------- | ---- | -------- |
| 1     | Tammy Etienne    | USA  | 56,28    |
| 2     | Edna Brown       | USA  | 56,80    |
| 3     | Marlies Gutewort | FRG  | 58,11    |
| 4     | Sylvia Nagel     | FRG  | 59,47    |

Datum: 27. Juni

### 4 × 100 m Staffel
| Platz | Besetzung      | Land                                                               | Zeit (s) |
| ----- | -------------- | ------------------------------------------------------------------ | -------- |
| 1     | USA            | Diane Williams Karen Hawkins Chandra Cheeseborough Brenda Morehead | 43,73    |
| 2     | BR Deutschland | Bianca Betz Elke Vollmer Claudia Steger Monika Hirsch              | 44,14    |

Datum: 26. Juni

### 4 × 400 m Staffel
| Platz | Besetzung      | Land                                                     | Zeit (min) |
| ----- | -------------- | -------------------------------------------------------- | ---------- |
| 1     | USA            | Rosalyn Bryant LaShon Nedd Diane Dixon Denean Howard     | 3:25,02    |
| 2     | BR Deutschland | Ute Finger Mary Wagner Christiane Brinkmann Gaby Bußmann | 3:26,32    |

Datum: 27. Juni

### Hochsprung
| Platz | Athletin         | Land | Höhe (m) |
| ----- | ---------------- | ---- | -------- |
| 1     | Colleen Sommer   | USA  | 1,98     |
| 2     | Phyllis Blunston | USA  | 1,89     |
| 3     | Anne Heitmann    | FRG  | 1,83     |
| 4     | Heike Redetzky   | FRG  | 1,80     |

Datum: 26. Juni

### Weitsprung
| Platz | Athletin       | Land | Weite (m) |
| ----- | -------------- | ---- | --------- |
| 1     | Carol Lewis    | USA  | 6,69      |
| 2     | Kathy McMillan | USA  | 6,68      |
| 3     | Karin Hänel    | FRG  | 6,42      |
| 4     | Monika Hirsch  | FRG  | 6,35      |

Datum: 26. Juni

### Kugelstoßen
| Platz | Athletin      | Land | Weite (m) |
| ----- | ------------- | ---- | --------- |
| 1     | Birgit Petsch | FRG  | 17,03     |
| 2     | Denise Wood   | USA  | 16,21     |
| 3     | Sandy Burke   | USA  | 15,43     |
| 4     | Dagmar Galler | FRG  | 14,88     |

Datum: 27. Juni

### Diskuswurf
| Platz | Athletin       | Land | Weite (m) |
| ----- | -------------- | ---- | --------- |
| 1     | Lorna Griffin  | USA  | 57,00     |
| 2     | Kathy Picknell | USA  | 56,88     |
| 3     | Dagmar Galler  | FRG  | 56,70     |
| 4     | Birgit Petsch  | FRG  | 47,28     |

Datum: 26. Juni

### Speerwurf
| Platz | Athletin        | Land | Weite (m) |
| ----- | --------------- | ---- | --------- |
| 1     | Ingrid Thyssen  | FRG  | 63,78     |
| 2     | Eva Helmschmidt | FRG  | 63,10     |
| 3     | Karen Smith     | USA  | 61,92     |
| 4     | Lynda Hughes    | USA  | 59,54     |

Datum: 26. Juni